# Менкажовиці (Свентокшиське воєводство)
Менкажовиці (пол. Mękarzowice) — село в Польщі, у гміні Чарноцин Казімерського повіту Свентокшиського воєводства.
Населення — 90 осіб (2011).
У 1975-1998 роках село належало до Келецького воєводства.

## Демографія
Демографічна структура на день 31 березня 2011 року:
|          | Загалом | Допрацездатний вік | Працездатний вік | Постпрацездатний вік |
| -------- | ------- | ------------------ | ---------------- | -------------------- |
| Чоловіки | 45      | 4                  | 33               | 8                    |
| Жінки    | 45      | 7                  | 25               | 13                   |
| Разом    | 90      | 11                 | 58               | 21                   |